# Zdrobnienie jabłek
Zdrobnienie jabłek, zdrobnienie owoców jabłoni (ang. apple chat fruit) – choroba jabłek.
Patogenem jest fitoplazma MLO. Choroba u jabłoni domowej (Malus domestica) powoduje bardzo duże zdrobnienie jabłek. Ponadto mają one wyraźnie wydłużone ogonki i spękaną powierzchnię. Owoce takie nie nadają się do spożycia i pozbawione są wartości handlowej. Charakterystyczną cechą porażenia jest bardzo silny wzrost drzew, przy czym ich gałęzie ustawione są pod ostrym kątem do góry. Objawy obejmują także opóźniony rozwój owoców, mniejsze zielone jabłka podczas zbiorów, opóźnione opadanie owoców i okrągłe plamy na samych jabłkach. Natężenie choroby jest różne u różnych odmian i okazów jabłoni. Szczególnie podatne są odmiany ‘Lord Lambourne’ i ‘Early Worcester Tydemana’ oraz ‘Turley’, ‘Winesap’, ‘Jonatan’ i 'Golden Delicious'.
Po raz pierwszy zdrobnienie jabłek opisano w Danii i Anglii. Choroba jest szeroko rozpowszechniona w całej Europie, zwłaszcza w Anglii i Walii, ale występuje również w niektórych częściach Ameryki Północnej, Południowej Afryki i Nowej Zelandii. Wywołujący ją patogen przenosi się poprzez okulizację i szczepienie. Jak dotąd nieznane są inne sposoby jego przenoszenia.
Zaleca się usuwanie drzew porażonych tą chorobą, a do szczepienia i okulizacji używanie tylko zdrowych oczek i zrazów.